# Harry Rauch (Mathematiker)
Harry Ernest Rauch (* 9. November 1925 in Trenton, New Jersey; † 18. Juni 1979 in White Plains, New York) war ein US-amerikanischer Mathematiker, der sich mit Funktionentheorie und Differentialgeometrie beschäftigte.

## Biografie
Rauch promovierte 1948 an der Princeton University bei Salomon Bochner (Generalizations of Some Classic Theorems to the Case of Functions of Several Variables). 1949 bis 1951 war er Mitglied des Institute for Advanced Study. Er war in den 1960er Jahren Professor an der Yeshiva University und ab Mitte der 1970er Jahre an der City University of New York. Er beschäftigte sich vor allem mit Differentialgeometrie (Geodäten auf Flächen), der Theorie Riemannscher Flächen und Thetafunktionen.
Anfang der 1950er Jahre leistete er grundlegende Beiträge zum Pinching Problem in der Differentialgeometrie. Für den Fall positiver Schnittkrümmung und einfach zusammenhängender Mannigfaltigkeiten zeigte er, dass wenn die Schnittkrümmung nicht zu stark vom Wert K=1 abweicht, diese homöomorph zur Sphäre sind (dem Fall konstanter Schnittkrümmung K=1). Das war ein wichtiger Schritt zum Sphären-Satz von Wilhelm Klingenberg und Marcel Berger Ende der 1950er und Anfang der 1960er Jahre.
Zu seinen Doktoranden gehören Hershel Farkas und Isaac Chavel.

## Schriften
- mit Hershel M. Farkas: Theta functions with applications to Riemann Surfaces. Williams and Wilkins, Baltimore MD 1974, ISBN 0-683-07196-3.
- mit Aaron Lebowitz: Elliptic functions, theta functions, and Riemann Surfaces. Williams and Wilkins, Baltimore MD 1973.
- mit William Zlot, Matthew Graber: Elementary Geometry. Williams and Wilkins, Baltimore MD 1973 (Reprint. Krieger, Huntington NY 1979, ISBN 0-88275-820-9).
- Geodesics and Curvature in Differential Geometry in the Large (= Graduate School of Mathematical Sciences. 1). Yeshiva University, New York NY 1959.